# Dagoberto Valdés Hernández
Dagoberto Valdés Hernández nació en Pinar del Río, Cuba, el 4 de agosto de 1955. Es ingeniero agrónomo de profesión, educador de vocación y líder católico de alma. Desde su provincia de Pinar del Río, como intelectual católico, dirigió la revista Vitral Archivado el 17 de julio de 2012 en Wayback Machine. y actualmente dirige la revista digital Convivencia. Es ensayista y editor de revistas socioculturales. Tiene tres hijos: Dagoberto, Javier y Ana Isabel.

## Historia
Cursó sus estudios primarios en Pinar del Río, su ciudad natal. En 1974, al terminar sus estudios medios, quiso estudiar Sociología pero le fue negado por ser católico. En ese tiempo en Cuba los creyentes solo podían estudiar carreras científicas o técnicas.
Graduado de Ingeniero Agrónomo por la Universidad de Pinar del Río en 1980. Impartió clases, como profesor invitado, en esa Universidad y formó parte de un grupo de investigación sobre mecanización agrícola. Propuesto por colegas para ser profesor adjunto y para hacer el Doctorado en Ciencias, esto le fue negado por su condición de cristiano.
Trabajó como Ingeniero Agrónomo durante más de 26 años (1980-2007) en la Empresa de Tabaco de Pinar del Río donde presidió, durante cinco años, su Consejo Técnico Asesor. Organizó y fue ponente de cuatro Jornadas Científicas en su especialidad.
El 2 de mayo de 1996 fue expulsado de su trabajo como ingeniero por ser director de la revista católica “Vitral Archivado el 17 de julio de 2012 en Wayback Machine.”  y enviado a trabajar al campo en una brigada de recolección de yaguas (vaina de las hojas de palma que sirve para embalar tabaco) donde trabajó castigado durante 10 años y un mes.
El 2 de junio de 2006 fue trasladado a las oficinas de la misma Empresa de Tabaco de Pinar del Río como Ingeniero de Control de la Calidad y en octubre de ese año resultó elegido nuevamente como Presidente del Consejo Técnico Asesor de la Empresa.
En febrero de 2007 solicitó su baja laboral por recibir un trato diferenciado y discriminatorio con relación a los demás ingenieros y trabajadores de la empresa.
Actualmente vive y trabaja como director de la revista Convivencia en Pinar del Río, Cuba.

### Responsabilidades como laico católico
Ha sido, durante más de 50 años, un laico comprometido en la Iglesia católica en Cuba. Estas han sido algunas de sus responsabilidades:
Catequista desde sus 16 años y durante más de 50 años  (1971-2006).
Responsable Diocesano de Jóvenes hasta sus 27 años (1974-1982).
Fundó, junto a otros laicos, la Hoja mensual “Presencia Diocesana (PREDI), primera publicación de su diócesis católica después de la revolución de 1959.
Fundador y primer responsable diocesano, durante diez años, del Movimiento de Ministros Laicos de la Palabra en Pinar del Río (1977-1987).
Fundador y Presidente de la Comisión Católica para la Cultura de la Diócesis de Pinar del Río por 20 años (1987-2006).
Miembro de la presidencia del Encuentro Nacional Eclesial Cubano (ENEC) en 1986 y participó como redactor del Capítulo de “Fe y Cultura” de su Documento Final.
Fue elegido para pronunciar, el 19 de febrero de 1986, en nombre de los delegados del ENEC, las Palabras de Elogio al Padre Félix Varela en el Aula Magna de la Universidad de La Habana durante ese evento.
Participó en el XXV Congreso Mundial del Movimiento Internacional de Intelectuales Católicos (MIIC-Pax Romana) celebrado en Roma en septiembre de 1987.
Participó como delegado por Cuba en el Encuentro Latinoamericano del MIIC celebrado en Lima, Perú en octubre de 1991.
Reanudó en noviembre de 1991 las celebraciones de las Semanas Sociales Católicas en Cuba después de la Revolución de 1959 (el fundador había sido el laico Dr. Valentín Arenas en 1942 en Sagua) Fue, además de organizador,  conferencista invitado de las Semanas Sociales Católicas de Cuba durante 14 años (1991-2005). Fue el promotor del rescate de estos eventos académicos sobre la Doctrina Social de la Iglesia después de la Revolución socialista de 1959 en su país ([http://www.iglesiacubana.org Archivado el 18 de septiembre de 2018 en Wayback Machine. www.iglesiacubana.org.
Participó en el I Encuentro Mundial de Responsables de Semanas Sociales Católicas convocado por el Pontificio Consejo Justicia y Paz (enlace roto disponible en Internet Archive; véase el historial, la primera versión y la última). en Roma, en septiembre de 1995.
Participó muy comprometidamente en la preparación de la visita del Papa Juan Pablo II a Cuba (enero de 1998) y recibió de sus manos, durante la Misa en la Plaza José Martí, junto con otros 19 laicos prominentes de toda Cuba, una Biblia como reconocimiento a su trabajo en el Centro de Formación Cívica y Religiosa (CFCR) y la revista Vitral Archivado el 17 de julio de 2012 en Wayback Machine..
Fue invitado al Encuentro del Papa con el mundo de la cultura en el Aula Magna de la Universidad de La Habana, el 23 de enero de 1998, en virtud de su responsabilidad como Secretario Ejecutivo de la Comisión Nacional para la Cultura, de la Conferencia de Obispos Católicos de Cuba.
Fue nombrado por el Papa Juan Pablo II miembro pleno del Pontificio Consejo de Justicia y Paz, de la Santa Sede (1999-2007).
Participó como ponente en el Primer Congreso Mundial de organismos que trabajan en Justicia y Paz, celebrado en Roma en octubre de 2004.
Fue uno de los fundadores y miembro del Secretariado Ejecutivo de la Unión Católica de Prensa de Cuba (UCLAP) desde 1995 hasta 2001 (www.ucip.ch).
Fue uno de los fundadores y miembro del Secretariado Ejecutivo de la Comisión Nacional de Justicia y Paz de Cuba (2001-2006).
Participó como delegado de Cuba en el Encuentro Continental de Justicia y Paz para la presentación del Compendio de la Doctrina Social de la Iglesia en Ciudad de México, D.F., en noviembre de 2005.
De 2001 a 2007 fue el primer responsable diocesano de la Comisión Justicia y Paz de Pinar del Río.

### Labor educativa
Impartió conferencias y clases prácticas de Mecanización Agrícola en la Universidad de Pinar del Río (1980-1990).
Fue tutor de 16 Tesis de Grado de Agronomía en la Universidad de Pinar del Río (1980-1990). Participó también como Tribunal para la discusión de las Tesis de Grado en la Universidad de Pinar del Río (1985-1990).
Fue profesor de Ética, Cívica e Introducción a la Eclesiología, en el Pre-Seminario Diocesano “Padre Félix Varela”, del Obispado de Pinar del Río (1996- 2007).
Fue profesor de Ética, Cívica y Derechos Humanos en el Centro de Formación Cívica y Religiosa (1993-2007). La mayoría de sus ensayos y artículos tratan sobre sus temas más investigados y desarrollados: la sociedad civil en Cuba y El Daño antropológico causado por el totalitarismo en Cuba que ha sido el tema de su Tesis de Maestría (24 de junio de 2019) por la Universidad Francisco de Vitoria en Madrid.
Fue conferencista invitado del Instituto Pastoral “Enrique Pérez Serantes” de la Arquidiócesis primada de Santiago de Cuba durante cinco años (2001-2007).
Impartió una conferencia magistral sobre “Sociedad Civil y la educación cívica en Cuba” en la Universidad de América en Washington D. C. en noviembre de 2004.
Redactó un curso de verano para la Universidad de Georgetown, Washington D. C. entre enero y marzo de 2005.
Fue elegido vicepresidente primero del Instituto de Estudios Cubanos (IEC) en 2005.
Fue invitado por la Embajada de los Países Bajos, cuando este país fue presidente rotativo de la Unión Europea, para dictar una conferencia sobre “La sociedad de la información en el actual contexto de Cuba” en mayo de 2005.
Dictó una conferencia sobre Justicia y Reconciliación en Cuba, en uno de los encuentros de los Premios Sajarov, invitado por la Embajada de Alemania en Cuba, en mayo de 2006.
Fue elegido presidente del IEC que agrupaba a destacados intelectuales de la Isla y la Diáspora, siendo el primer cubano residente en la Isla que ocupó este cargo (2007-2012).
Participó como conferencista en la Primera Semana Social Católica de Miami (2010), organizada por los Caballeros Católicos de aquella Arquidiócesis.
En dos ocasiones fue invitado por los consejeros políticos de la Unión Europea para participar en las consultas para las evaluaciones anuales de la posición común de Europa respecto a Cuba, bajo la presidencia de Portugal y de Grecia.

### Viajes realizados
- 1987

- Ciudad del Vaticano: Congreso Mundial de Intelectuales Católicos.
- España: Visita a las ciudades de Madrid, Toledo y Ávila (peregrinación a los lugares de la vida de Santa Teresa de Jesús).
- 1992

- Lima, Perú: Congreso Latinoamericano de Intelectuales Católicos. Inserción en barrios marginales como San Juan de Luringancho (Canto Grande).
- 1995

- Caracas, Venezuela: Encuentro con cubanos de la Diáspora, con la fundación Konrad Adenauer y con la Internacional Demócrata Cristiana (IDC).
- Ciudad del Vaticano (22-23 de septiembre): Encuentro de Responsables de Semanas Sociales Católicas. Madrid, España.
- 1999

- Ciudad del Vaticano (6-9 de noviembre): Asamblea Plenaria del Pontificio Consejo Justicia y Paz.
- Ámsterdam. Países Bajos (8 de diciembre): Premio Príncipe Claus para la Cultura y el Desarrollo.
- España (diciembre): Visita a la Pontificia Universidad de Salamanca, Segovia, Burgos, Alcalá de Henares y Santo Domingo de Silos.
- Ciudad del Vaticano (24-26 mayo): Seminario sobre el tema De precarios a excluidos. La pobreza en la era de la globalización. Reunión del Pontificio Consejo Justicia y Paz.
- 2003

- Ciudad del Vaticano: Asamblea Plenaria del Pontificio Consejo Justicia y Paz.
- 2004

- Ciudad del Vaticano: Congreso Mundial de Justicia y Paz.
- Praga, República Checa: Entrevista con el expresidente Václav Havel y encuentro con parlamentarios. Huésped del Cardenal Vlk de Praga.
- Bratislava, República de Eslovaquia: Encuentro con parlamentarios y periodistas.
- Madrid, España.
- Washington, USA: Premio Jan Karski al Valor y la Compasión. Conferencia en la Universidad de América. Visita a la Universidad de Georgetown.
- Miami, Florida: Encuentro con el Instituto de Estudios Cubanos. Misa en la Ermita de la Caridad presidida por Mons. Agustín Román. Intercambio con la redacción del periódico La Voz Católica. Encuentro con miembros de la Iglesia Católica y de la sociedad civil en la Diáspora.
- 2005

- México DF (20-22 de noviembre): Congreso Latinoamericano de Justicia y Paz. Presentación del Compendio de Doctrina Social de la Iglesia.

### Encuentros con personalidades
Estas son algunas de las personalidades con las que se ha encontrado:
- Con el Papa Juan Pablo II en cuatro ocasiones: Roma, 27 de septiembre de 1987; Castelgandolfo, 23 de septiembre de 1995; La Habana, 25 de enero de 1998; Roma, 29 de octubre de 2004.
- Con S.M. la Reina Beatrix y S.A.R. el Príncipe Claus, de los Países Bajos, con motivo del Premio Príncipe Claus para la Cultura y el Desarrollo. 8 de diciembre de 1999.
- Con el expresidente James Carter y su equipo del Centro Carter: el 16 de mayo de 2002 para un desayuno de trabajo en el Motel Moka de Pinar del Río; y el 30 de marzo de 2011 en el Hotel Santa Isabel en La Habana.
- Con el expresidente Václav Havel, el 1 de noviembre de 2004 en Praga.
- Con el viceministro de Relaciones Exteriores de Eslovaquia y otras personalidades el 3 de noviembre de 2004 en Bratislava.
- Con el Dr. Joaquín Ruiz Jiménez, defensor del pueblo de España y director de UNICEF (Madrid, España, 1995).
- Con el Dr. Ricardo Arias Calderón, Vicepresidente de Panamá y Presidente de la Internacional Demócrata Cristiana (Pinar del Río, 2004).
- Con la Sra. Susana Villarán de Piqueras, Presidenta del Movimiento de Intelectuales Católicos en América Latina, actual Alcaldesa de Lima (Roma 1987, Lima 1992, Pinar del Río, 2005).
- Con S.E.R.Cardenal Agostino Casaroli, ex secretario de Estado de la Santa Sede (Pinar del Río, 1973, Roma, 1995).
- Con S.E.R. el Cardenal Vlk de Praga. En el otoño de 2004 visita la República Checa y Eslovaquia fue su huésped.
- Con S.E.R. Cardenal Eduardo Pironio, Presidente del Pontificio Consejo para los Laicos (La Habana 1986, Roma, 1987).
- Con S.E.R. Cardenal Roger Etchegaray, Presidente del Pontificio Consejo Justicia y Paz (La Habana, 1994, Roma, 2004).
- Con S.E.R. Cardenal Nguyen Van Thuan, Presidente del Pontificio Consejo Justicia y Paz (Roma, 1995).
- Con S.E.R. Cardenal Renato Martino, Presidente del Pontificio Consejo Justicia y Paz (Roma, 2004).

### Premios recibidos
- “Premio principal Príncipe Claus para la Cultura y el Desarrollo” recibido de manos de los Reyes de Holanda, el que le fue otorgado a la Revista Vitral, en ceremonia efectuada en el Palacio Real de Ámsterdam, el 8 de diciembre de 1999 (www.princeclausfund.org).

- Premio “Jan Karski, al Valor y la Compasión” recibido el 10 de noviembre de 2004 en Washington D. C. donde fue conferencista invitado por la Universidad de Georgetown y por la Universidad Católica de América.

- “Premio Tolerancia Plus” Recibe el que otorgan algunos grupos de la sociedad civil cubana. Es el primer premio que recibe dentro de Cuba, el 20 de diciembre de 2007.

- “Premio a la Perseverancia Nuestra voz” que otorga la publicación Renacer a animadores de la sociedad civil. Recibido el 16 de mayo de 2011.

- Fue elegido por la publicación Diario de Cuba (enlace roto disponible en Internet Archive; véase el historial, la primera versión y la última). como una de “las figuras cubanas más notables” del año 2011 (de 2011/29 de diciembre de 2011).

- El Premio de la Medalla de Bronce que otorga el ministro de Justicia de la República de Polonia lo recibió en marzo de 2012.

### Libros publicados
- “Félix Varela: Biografía del Padre de la Cultura Cubana” publicada por el Obispado de Pinar del Río en dos ediciones, una en 1988 en ocasión del Bicentenario de Varela y la otra en 2006 con tirada de 8 mil ejemplares.

- “Somos Trabajadores”. Universidad de los Trabajadores de América Latina. UTAL. Venezuela, 1995.

- “Reconstruir la sociedad civil, un proyecto para Cuba”. Fundación Conrad Adenauer. Publicado en su filial de Venezuela en 1997. Traducido al inglés en 2008, está en espera de poderse publicar en ese idioma.

- “Cuba: Libertad y Responsabilidad. Desafíos y proyectos”. Ediciones “Universal” de Estados Unidos en 2005.

- “La libertad de la luz”, Compendio de editoriales de la Revista Vitral. 1994-2007. Instituto Lech Walesa, mayo de 2007. El mismo Instituto ha publicado la Segunda Edición en español en 2009 y se prepara la traducción de este libro al inglés y al polaco.

- “Cuba: hora de levantar cabeza”. Editorial Hispano-Cubana. Madrid. España. Mayo de 2009.

- "Ética y Cívica: "Aprendiendo a ser persona y a vivir en sociedad". Ediciones Convivencia. 2015.

#### Otras publicaciones
Artículos, entrevistas y ensayos suyos han aparecido en varias publicaciones nacionales y extranjeras.
- En la Memoria oficial de la visita de Juan Pablo II a Cuba editada por la Conferencia de Obispos Católicos de Cuba fue publicado un artículo suyo sobre el Padre Félix Varela, forjador de la conciencia cubana.

- Fue elegido en 2005 para plasmar su opinión en “Solidarnosc and Solidarity”, álbum conmemorativo de los 25 años del Sindicato Solidaridad de Polonia, junto a 60 personalidades de todo el mundo.

- Fue corresponsal permanente de la Revista italiana “La Societá (enlace roto disponible en Internet Archive; véase el historial, la primera versión y la última).”.

- Fue columnista permanente de “La Voz Católica”, publicación de la Arquidiócesis de Miami, Florida.

- Colaborador de la revista Ideal publicada desde hace 40 años por laicos católicos en Miami.

- Ha colaborado también para la revista Voces que se publica por la comunidad de blogueros en Cuba.

- Escribió en ocasiones para el diario católico La Croix, de Francia.

### Revistas fundadas
- Fundador, junto con otros laicos católicos, de Presencia Diocesana (PREDI), la primera publicación diocesana después del triunfo revolucionario de 1959 en Pinar del Río. Era una hoja mimeografiada mensual y tuvo una duración de tres años desde 1975-1978.

- Fundador y Director de la Revista “Vitral Archivado el 17 de julio de 2012 en Wayback Machine.” durante 13 años (1994-2007) Publicación bimestral de 80 páginas que llegó a imprimir 10 mil ejemplares distribuidos en toda Cuba. El 21 de marzo de 2007 el CFCR y la revista Vitral fueron intervenidos, la revista continuó con otro perfil editorial y el CFCR se extinguió.

- Fundó la revista sociocultural digital Convivencia cuyo primer número aparece el 15 de febrero de 2008. Es una publicación bimestral y en sus 5 años de existencia ha llegado a tener un promedio de cinco millones cuatrocientos mil lectores en 34 países. Se imprime dentro de Cuba, por cuenta propia, en 4 provincias. Se distribuye por la intranet de Cuba a más de tres mil correos electrónicos.

- Fue fundador de Ediciones Vitral (1995-2007) publicando más de 60 títulos de temas literarios, sociales y religiosos. Todos fueron impresos y distribuidos en Pinar del Río, Cuba.

- Fue fundador de Ediciones Convivencia (2008-2012) publicando 4 títulos de tema social e histórico, todos escritos y diseñados en Cuba pero impresos en España y Estados Unidos.

### Controversia
En el año 2000, el periódico oficial Granma Archivado el 28 de enero de 1998 en Wayback Machine., órgano del Partido Comunista de Cuba, dedicó dos editoriales y un artículo a la persona de Dagoberto Valdés catalogándolo como contrarrevolucionario acérrimo, enemigo del proceso revolucionario cubano. También fueron analizados estos artículos en el espacio televisivo conocido en Cuba como Mesa Redonda Informativa.
Recientemente, en el año 2011, en los espacios estelares de la televisión cubana fue trasmitido el serial Las Razones de Cuba donde nuevamente se atacó por esta vía con los programas “¿Agentes para el cambio?” del 15 de marzo, “Falso ropaje” del 29 de marzo y “En busca de caras nuevas” del 5 de abril. No obstante en otros programas como “Ciberguerra: mercenarismo en la red” y “Fabricando un líder” también se hizo referencia a su persona. En las ediciones de los periódicos nacionales Granma Archivado el 28 de enero de 1998 en Wayback Machine. y Juventud Rebelde correspondientes al día siguiente a la fecha de los programas fueron publicados comentarios periodísticos a cargo de periodistas de la agencia Prensa Latina.
Criterios negativos sobre su persona aparecen publicados en los libros "Los Disitentes" y "Enemigo", según la opinión de sus respectivos autores.

### Opiniones de personalidades
"Dagoberto Valdés ha escrito editoriales para la revista Vitral durante los últimos trece años, sin embargo su modo de ver la sociedad cubana sigue tan vigente como su profunda creencia en el valor de un futuro libre y democrático, que se está deliberando ya en estos días. Los editoriales de Valdés inspiran a los lectores a través de su énfasis en la solidaridad, la responsabilidad compartida, el diálogo y la reconciliación entre las personas con conceptos políticos e intelectuales divergentes. Es por tal razón que me siento personalmente cercano a este libro y me regocija ver que se haya logrado su publicación."
Václav Havel expresidente de Checoslovaquia (1989-1992) y de la República Checa (1993-2003); Escritor y dramaturgo

.
```

```

"Desde hace varios años, Ustedes siguen enseñando y acercando a los cubanos las ideas de la sociedad civil y democracia enraizadas en los valores y principios de la Doctrina Social de la Iglesia Católica y la enseñanza de Juan Pablo II. Su incansable trabajo educativo es como la obra pastoral en la sociedad cubana con el objetivo de informar, explicar, enseñar a sus compatriotas donde empieza y cómo funciona la sociedad civil y cómo somos todos respetables eres humanos…Quisiera aprovechar esta oportunidad para transmitirles mi profunda consideración y respeto por su labor y coraje que realizan en la defensa de los derechos humanos en su país. Tengo gran confianza en que pronto llegará el día en que voy a poder estrecharles la mano personalmente en una Cuba libre (15 de octubre de 2007)"
Lech Walesa Líder del Sindicato Solidaridad.
expresidente de la República de Polonia

```

```

"En vísperas de la visita del Papa Benedicto XVI a Cuba, quiero expresarle a usted y a sus colaboradores, mis saludos y asegurarle sobre mi apoyo incesante para sus actividades en pro de la construcción de la sociedad cívica en Cuba. Tengo la esperanza de que el viaje apostólico del Papa a Cuba va a contribuir a la unión no solo entre los creyentes, sino de toda la Nación Cubana. Me alegro de que los acontecimientos tristes, relacionados con el cierre de Vitral y del Centro de Formación Cívica y Religiosa, no le desanimaron a usted, y continúa trabajando. Admiro su determinación y el compromiso de sus colaboradores con la continuación de la causa de la reconstrucción de la sociedad ciudadana en Cuba, en el marco del nuevo proyecto de Convivencia" (13 de marzo de 2012)."
Lech Walesa Líder del Sindicato Solidaridad.
expresidente de la República de Polonia

```

```

"Rosalynn y yo tenemos el placer  de felicitarlo por el recibimiento del Premio Jan Karski al Valor y la Compasión, 2004. Su dedicación al desarrollo de los Derechos Humanos en Cuba y su capacidad para llevar a cabo objetivos consistentes con los altos estándares del Dr. Jan Karski lo hacen, ciertamente, merecedor de reconocimiento" (10 de noviembre de 2004)."
James Carter expresidente de los Estados Unidos

```

```

"Felicitaciones por la publicación del libro de los editoriales de Vitral. Bajo su liderazgo la revista proporcionó un comentario reflexivo que intentó estimular el debate entre los cubanos sobre el significado del rol de la ciudadanía y la sociedad civil en la política. Yo estoy muy defraudado al conocer la pérdida de su empleo y el cierre de Vitral" (6 de septiembre de 2007)."
James Carter expresidente de los Estados Unidos

```

```

"Vitral representa puntos de vista que no tienen cabida en los medios oficiales. Cubana y católica, la revista es un oasis de esperanza y valentía que nos asoma al futuro. La reconciliación no es una consigna, sino un reto para todos los cubanos y las cubanas a lo largo del amplio espectro político, en la Isla y en la diáspora. Vitral asume ese reto desde su eticidad cristiana y compromiso con una Cuba que nos abrace a todos."
Marifeli Pérez-Stable Vicepresidenta de Diálogo Interamericano en Washington DC;
Profesora del Departamento de Sociología y Antropología de la Universidad Internacional de la Florida.

```

```

"La revista Vitral y su principal animador, el intelectual laico cubano Dagoberto Valdés, es la prueba viviente de que las tradiciones espirituales de una Nación no pueden ser interrumpidas por un decreto o una voluntad de Estado. Durante dos siglos, por lo menos, la cultura cubana tuvo instituciones y publicaciones católicas modernas que, en tensión con otras de diferente gravitación doctrinal, crearon una esfera pública plural a costa de vidas y fortunas. Desde principios de los 60 del pasado siglo, esa pluralidad se ha visto limitada por una ideología de Estado que se manifiesta, con mayor o menor vehemencia, en las instituciones culturales y educativas y en los medios de comunicación. El surgimiento y la consolidación de Vitral en las dos últimas décadas y la proyección cada vez más lúcida de su director, Dagoberto Valdés, vienen a restablecer esa tradición secular del catolicismo democrático, pero no de un modo nostálgico o trasnochado, sino con un sentido de actualidad que otorga al debate intelectual cubano la diversidad que necesita."
Rafael Rojas Historiador y escritor cubano;
Profesor de Centro de Investigación y Docencia Económica en Ciudad de México.

```

```

"En las páginas de Vitral encuentro la confirmación de las palabras de la primera encíclica de Juan Pablo II “El hombre es el camino de la Iglesia” (Redemptor hominis). Los sufrimientos, los anhelos, los sueños, así como los planes son marcados por el sendero humano, en el cual el Espíritu Santo renueva continuamente el rostro de la tierra. En este sendero, con la colaboración de la Iglesia, nació en Polonia “Solidaridad” y de este modo se cumplieron los sueños más bellos sobre la libertad. A nuestros amigos cubanos les deseo solidariamente que puedan vivir esta misma gran aventura la cual Jesús Cristo nos conduce hacia la libertad y la belleza espiritual."
S. E. Mons. Józef Życiński Arzobispo de Lublin, Polonia;Gran Canciller de la Universidad Católica de Lublin;
Profesor de filosofía y teología.

```

```

"Vitral, revista de perfil socio-cultural que concreta sus esfuerzos en hacer pensar y que con la libertad de la luz reflexiona sobre los problemas del hombre de hoy y de la sociedad en la que le ha tocado vivir. Hoy continuamos invitando a todos a que se asomen a éste Vitral, tan discutido y malentendido por unos y tan querido y defendido por otros, posiciones ambas que nos sirven de acicate para cumplir con nuestro propósito y obedecer al Santo Padre Juan Pablo II, que nos dijo: “En la labor evangelizadora, deben ser consolidadas y enriquecidas las publicaciones católicas que puedan servir más eficazmente al anuncio de la verdad, no solo a los hijos de la Iglesia, sino también a todo el pueblo cubano.”
S. E. Mons. José Siro González Bacallao Obispo Emérito de Pinar del Río.